# Helophorus nitidulus
Helophorus nitidulus är en skalbaggsart som beskrevs av Leconte 1855. Helophorus nitidulus ingår i släktet Helophorus och familjen halsrandbaggar. Inga underarter finns listade i Catalogue of Life.